# جیمز دی. استرن
جیمز دی. استرن (انگلیسی: James D. Stern؛ زادهٔ) تهیه‌کننده، اهل ایالات متحده آمریکا است.